# Monon
Monon est une municipalité située dans le comté de White, dans l’État de l'Indiana, aux États-Unis. Lors du recensement de 2020, elle compte 1 919 habitants.